# Harf al-Musaytirah
Harf al-Musaytirah (en árabe: حرف المسيترة‎) es un pueblo sirio en el distrito de Qardaha en la gobernación de Latakia. Según la Oficina Central de Estadísticas de Siria (CBS), Harf al-Musaytirah tenía una población de 2.540 en el censo de 2004.